# 北海道ジェイ・アール・ダイエー
- 北海道旅客鉄道 > 北海道ジェイ・アール・ダイエー
- ダイエー > 北海道ジェイ・アール・ダイエー

株式会社北海道ジェイ・アール・ダイエー（ほっかいどうジェイアールダイエー、本社：北海道札幌市）とは、北海道旅客鉄道（JR北海道）とダイエーが共同出資して設立した株式会社。札幌市内でスーパーマーケット事業をダイエーのフランチャイズとして運営していた。フランチャイズのブランド名はJR Daiei（ジェイ・アール・ダイエー）。

## 沿革
- 1992年（平成4年）8月21日 - 会社設立[1]。
- 1994年（平成6年）11月1日 - 1号店となる星置店を開店[2]。
- 1998年（平成10年）4月1日 - ダイエーへ星置店を譲渡[3]。
- 1999年（平成11年）3月 - 清算。

## 店舗
札幌市内で3店舗を運営していた。
当社としての営業終了後も、一部店舗はのちに設立された北海道ジェイ・アール・フレッシュネス・リテール（当時）が「ジェイ・アール・ダイエー」の店舗名のまま営業を継続していたものの、これらものちに閉店している。
- 星置店（札幌市手稲区）1994年11月1日開店[2] - 2002年2月24日閉店[5]
  - 1号店としてオープン[2]。開店当初からGMS形態で営業していた[6]。
  - 1998年4月1日にダイエーが建物ごと営業譲受（オープンは同年4月8日）[7]し、2000年9月にダイエー子会社のディ・ハイパーマートが営業譲受。その後、フェニックスプラン（修正再生3ヵ年計画）の一環で閉店している[5][8]。
  - 閉店後の跡地には北雄ラッキーが出店を表明[9]、2002年4月に「ラッキー星置店」として開業した[10]。
- 桑園駅西口店（札幌市中央区）1996年11月20日開店[11] - 2003年5月31日閉店
  - 道内初となる高架下へのスーパーマーケット出店となった店舗[11]。
- 鉄東北十条店（札幌市東区）1997年11月29日開店 - 2004年1月29日閉店
  - 閉店後、北海道ジェイ・アール・フレッシュネス・リテール（当時）の運営するジェイ・アール生鮮市場北10条店へ転換した。